# نظرآباد (خوشاب)
نظر آباد، روستایی از توابع بخش مشکان و در شهرستان خوشاب استان خراسان رضوی ایران است.

## جمعیت
این روستا در دهستان مشکان قرار داشته و بر اساس سرشماری سال ۱۳۸۵ جمعیت آن ۱۹۷ نفر (۳۸ خانوار)
بوده است.